# Липома
Липомите са доброкачествени тумори, съставени от мастни клетки.
Най-често се срещат по шията, гърдите, гърба, раменете, ръцете и бедрата, но могат да се появят навсякъде, където има мастни клетки. Понякога растат вътре в тялото и пациентът може да не знае, че ги има.
Причината за появата им често е неизвестна, но в някои случаи се касае за фамилна обремененост, например рядко срещаната множествена липоматоза, при която се образуват много липоми.
Повечето липоми не се нуждаят от отстраняване, освен ако не са болезнени, големи, притискат съседни структури или от естетически съображения.